# Emil Kuhrt

Emil Hieronymus Kuhrt

Emil Hironymus Kuhrt (* 19. September 1848 in Itzehoe; † 21. August 1909 in Westerland) war Begründer vieler Kleinbahnen und Protagonist des Preußischen Kleinbahngesetz von 1892.

## Leben
Kuhrt studierte nach seiner mit dem Abitur abgeschlossenen Schulzeit von  1870 bis 1874 an der Technischen Hochschule Hannover Eisenbahnbau und Maschinentechnik. Nach dem Studium trat er 1878 in die Dienste der Kiel-Eckernförde-Flensburger Eisenbahn-Gesellschaft, bei der er an der Planung für den Bau der Bahnstrecke Kiel–Flensburg beteiligt war. Er stieg rasch auf und leitete 1881 den Ausbau des Abschnitts von Flensburg bis Lindaunis.
Auf Basis der dabei gesammelten Erfahrungen plante Kuhrt ab 1882 den Ausbau des Nebenbahnnetzes im östlichen Schleswig und entwarf dafür ein von Hadersleben bis Eckernförde reichendes Netz. Sein Konzept billiger Bau und billiger Betrieb als Alternative zum Bau teurer normaler Eisenbahnstrecken und von Chausseen konnte er beim Bau der 1886 noch als Nebenbahn konzessionierten Flensburger Kreisbahn umsetzen. Er sorgte mit dafür, dass das preußische Kleinbahngesetz erschien. Kuhrt förderte im von Preußen 1869 annektierten Herzogtum Schleswig den Bau der Apenrader Kreisbahn, Kreisbahn auf Alsen, Haderslebener Kreisbahn, sowie war planend an der Kleinbahn Niebüll–Dagebüll und der ersten Strecke der Sylter Inselbahn nach Munkmarsch tätig. Bei der Flensburger Kreisbahn und Sylter Inselbahn übernahm er zeitweilig die Funktion des Betriebsdirektors.

## Veröffentlichungen
- Emil Kuhrt: Bau und Betrieb der schmalspurigen Kreis-Eisenbahn Flensburg–Kappeln, Flensburg 1887